# Aeroportul Grande Prairie
Aeroportul Grande Prairie (IATA: YQU, ICAO: CYQU) este un aeroport din Alberta, Canada. Aeroportul a fost tranzitat în 2017 de 405.178 de pasageri.
Situat la o altitudine de 669 m, aeroportul dispune de o singură pistă.